# 薩惜楠·坦妮希南
薩惜楠·坦妮希南（皇家轉寫：Sasinan Thamnithinan；1989年—），昵称Jam，是泰国律师、人民黨籍政治人物，現任曼谷第11選區眾議員。

## 早年
薩惜楠為瑪希敦大學會計學士，並以一等榮譽畢業。後又獲得素可泰·探馬提叻開放大學法學學士、法政大学碩士。後通過律師考試獲得律師資格。

## 職業

### 律师
薩惜楠在2014年泰國政變後擔任泰国的人权律师。 
此外，薩惜楠與人權律師協會及法學中心（นิติฮับ）共同呼籲讓女性律師有權在法庭上穿著長褲出庭。原先的律師服裝規定要求女性律師只能穿裙子。儘管部分法院已放寬規定，允許穿長褲出庭，但仍有許多法院堅持傳統規範與慣例，使得這一議題仍然面臨挑戰。

### 從政
薩惜楠自泰國前总理塔克辛·欽那瓦执政以来便持續關心政治，並在未來前進黨、前進黨成立後更是如此。她希望推動母嬰政策，如哺乳室設置、增加產假權利等。此外，作為前政治運動者與人權律師，她對司法程序權利與人權相關政策亦有著墨。
他於2023年泰国众议院选举時代表前進黨參選曼谷眾議員並成功當選。她也是前進黨內負責人權政策者，包括產假權、僧侶投票權、女性警察權利等。
隨後，她在眾議院內擔任法律、司法與人權委員會的第一副主席，並參與多個關鍵特別委員會，例如2024-2025年度預算審查特別委員會。此外，她亦擔任特別委員會發言人，負責研究與推動特赦相關議題。

## 選舉紀錄
| 年度 | 選舉屆數             | 選舉區         | 所屬政黨 | 得票數 | 得票率 | 當選標記 | 備註 |
| ---- | -------------------- | -------------- | -------- | ------ | ------ | -------- | ---- |
| 2023 | 第二十六屆眾議員選舉 | 曼谷第11選舉區 | 前進黨   | 36,985 | 37.31% |          |      |

## 外部連結
- 薩惜楠·坦妮希南的Facebook專頁
- 薩惜楠·坦妮希南的X（前Twitter）
- YouTube上的JAM Sasinan頻道